# Climbing the Matterhorn
Climbing the Matterhorn é um filme de drama em curta-metragem estadunidense de 1947 dirigido e escrito por Irving Allen. Venceu o Oscar de melhor curta-metragem em live-action: 2 bobinas na edição de 1948.